# Philip Primrose
Pour les articles homonymes, voir Primrose.
Philip Primrose (né le 23 octobre 1864 en Nouvelle-Écosse, mort le 17 mars 1937) est un officier de police et homme politique canadien. Il a été lieutenant-gouverneur de l'Alberta entre 1936 et 1937.

## Biographie
Né à Halifax en Nouvelle-Écosse, il est diplômé de la Royal Military College en 1885. Il travaille pendant 30 ans pour la North-West Mounted Police. Il se rend alors à Edmonton où il est magistrat pendant 20 ans. Pendant la première guerre mondiale, il commande un bataillon de l'armée canadienne.
Il est élu lieutenant-gouverneur de l'Alberta en 1936.
Il meurt d'une attaque cardiaque lors de son mandat.

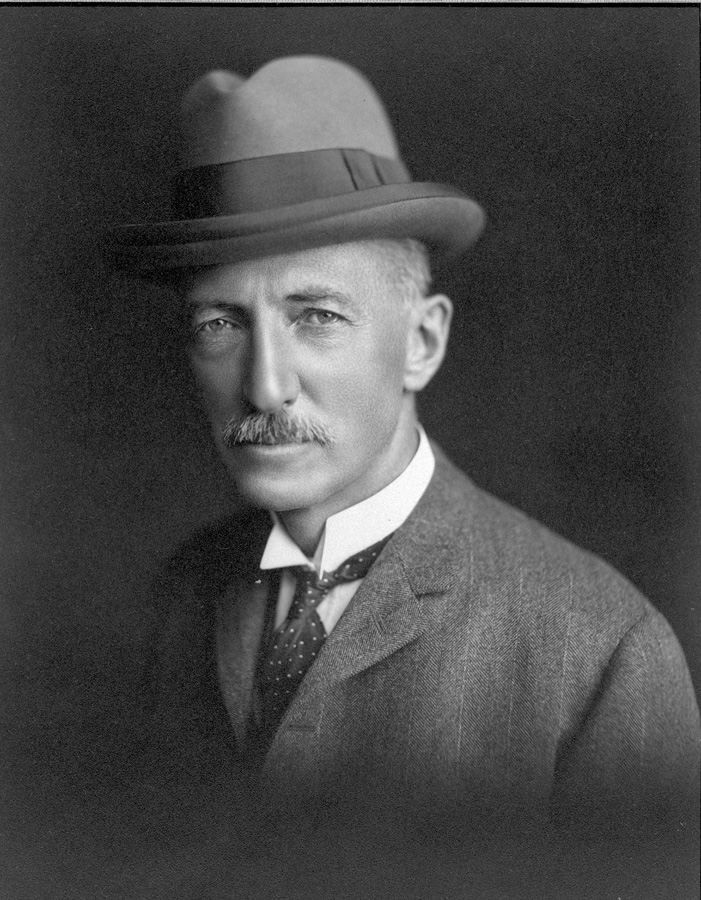
Philip C.H. Promrose vers 1936